# Everett Hosack
Everett Hosack (* 28. Februar 1902; † 29. Juli 2004 in Asheville, North Carolina) war ein US-amerikanischer Senioren-Leichtathlet. Er gehörte zusammen mit Lesley Amey, Erwin Jaskulski, Ben Levinson, Waldo McBurney und Philip Rabinowitz zur Gruppe derer, die noch nach vollendetem 100. Lebensjahr Wettkämpfe bestritten (bei den Frauen ist in der Altersklasse der über 100-Jährigen bisher (2006) noch niemand gestartet).

## Lebenslauf
Hosack arbeitete nach seinem Studium zunächst kurze Zeit für General Motors und wechselte anschließend zur New York Central Railroad, wo er 41 Jahre lang tätig war. Von seinem 68. bis 88. Lebensjahr war er für einen Molkereibetrieb tätig, der Supermärkte im Raum Painesville belieferte. Außerdem war er 11 Jahre lang Mitglied des Stadtrats von Highland Heights und 18 Jahre lang im Presbyterium der Baptistenkirche in Cedar Hill.
Am 28. September 1935 heiratete Everett Hosack die damals 25-jährige Elsa, eine Dekorateurin, die sich außerdem als Gutachterin und Konkursverwalterin betätigte.
Everett und Elsa Hosack lebten rund 50 Jahre in Highland Heights, wo sie eine Farm besaßen. Rund um die Farm hatte Hosack sich eine Laufpiste angelegt, um sich fit zu halten. Ihren Lebensabend verbrachten sie in Chagrin Falls. Seine Ehefrau starb 2002.

## Sportliche Laufbahn
Everett Hosack hat zwei sportliche Karrieren hinter sich. Die erste begann er als Hürdenläufer im Jahr 1923 an der University of Florida, die er auch nach dem Studium bei der New York Central Railroad fortsetzte. Diese unterhielt ein eigenes Sportteam. Infolge der wirtschaftlichen Depression konnte sein Arbeitgeber das Team jedoch bald nicht mehr finanzieren, und Hosack gab den Wettkampfsport auf. 
Seine zweite, wesentlich erfolgreichere Karriere begann erst mehrere Jahrzehnte später, als Hosack im Jahr 1980 dem Over the Hill Track Club beitrat. Im Verlauf von rund 20 Jahren stellte er in Lauf-, Sprung- und Wurfdisziplinen mehr als 50 Altersklassen-Weltrekorde auf, von denen folgende nachgewiesen sind:
| Datum         | Klasse | Disziplin     | Ergebnis   |
| ------------- | ------ | ------------- | ---------- |
| 1. März 1997  | M95    | 60 m Halle    | 16,96 s    |
| 6. April 1997 | M95    | 200 m         | 66,87 s    |
| 2. März 1997  | M95    | Hochsprung    | 0,86 m     |
| 26. März 1999 | M95    | Kugelstoßen   | 4,06 m     |
| 23. März 2002 | M100   | 60 m Halle    | 27,29 s    |
| 23. März 2002 | M100   | Kugelstoßen   | 3,52 m     |
| 22. März 2002 | M100   | Gewichtwerfen | 5,10 m     |
| 1. Juni 2002  | M100   | Diskuswerfen  | 8,91 m     |
| 30. Juni 2002 | M100   | Hammerwerfen  | 8,86 m     |
| ?             | M100   | 400 m         | 3:53,1 min |

Hosack stellte 14 Mal in Folge einen Weltrekord im Gewichtwerfen auf. Seine Lieblingsdisziplin war jedoch das Hammerwerfen.
Bei den Senioren-Weltmeisterschaften 1995 in Buffalo gewann er in der Altersklasse M90 vier Goldmedaillen in den Disziplinen Weitsprung, Wurf-Fünfkampf, 800-m-Lauf, 1500-m-Lauf. Im Jahr 2002 wurde er mit dem Masters’ Award Track & Field ausgezeichnet. Am 18. Juni desselben Jahres wurde Everett Hosack in die Ohio Senior Citizens Hall of Fame aufgenommen.